# المؤسسة النسائية في كاليفورنيا
المؤسسة النسائية في كاليفورنياهي مؤسسه غير ربحيه تقع في سان فرانسيسكو. وقد تاسست في 1980

## الشخصية
وتدعم المؤسسة النسائية في كاليفورنيا النساء والفتيات اللاتي لم يحصلن على اى خدمات تاريخيا بسبب الوضع الاقتصادي أو العرق أو العرق أو القدرة البدنية أو العقلية أو الثقافة أو الدين أو الميول الجنسية أو وضع الهجرة أو العوامل الاقليميه.
وتقوم المؤسسة النسائية في كاليفورنيا بتوزيع الأموال في المقام الأول من خلال المنح التي تنطبق عليها المنظمات المحلية، ويشار اليها باسم الشركاء المستفيدين.
وتستثمر المؤسسة النسائية في كاليفورنيا في أربعه مجالات:
- العدالة الاقتصادية
- الصحة الانجابيه والحقوق الجنسية
- البيئة والمراه
- القيادة

وتستفيد المؤسسة أيضا من تقديم المنح بالدعوة في مجال السياسات المحلية والحكومية للضغط من أجل التغيير الذي يؤثر علي النساء والفتات والأسر والمجتمعات. وقد أسفر عملهم عن انتصارات في السياسة العامة تتصدي للاتجار بالبشر والإيذاء المنزلي والعنف الجنسي والصحة الانجابيه والأمن الاقتصادي والعدالة البيئية.